# Molophilus immutatus
Molophilus immutatus là một loài ruồi trong họ Limoniidae. Chúng phân bố ở miền Australasia.